# Куусела, Арми
Арми Куусела (фин. Armi Kuusela; род. 20 августа 1934[…], Мухос, Оулу) — финская супермодель и фотомодель, актриса

; победительница первого конкурса красоты «Мисс Вселенная 1952».

## Биография

### Детство и юность
Родители Арми, Аарне Куусела и Мартта Кюрё, познакомились в канадском городе Онтарио, где они вскоре поженились и где родился их первый ребёнок. Проведя в Канаде несколько лет, они вернулись в Финляндию, поселившись в городке Мухосе в Северной Остроботнии.
Мартта родила одного мальчика и пятерых девочек, одна из которых умерла в возрасте двух с половиной лет. Четвёртая дочь Арми родилась 20 августа 1934 года.
В 1951 году в возрасте 17 лет Арми начала посещать женский колледж в Порвоо. Она увлекалась плаванием, лыжами, гимнастикой и собиралась поступить на факультет гимнастики Хельсинкского университета.

### Мисс Вселенная
24 мая 1952 года Арми Куусела победила на впервые проводившемся в Финляндии национальном конкурсе красоты Suomen Neito, что дало ей право в том же году представлять Финляндию на первом конкурсе Мисс Вселенная, проходившем в городе Лонг-Бич, Калифорния, США. В конкурсе приняло участие 30 конкурсанток из разных стран мира, и Куусела заняла первое место. Её рост на тот момент составлял 1,65 метра, а вес — 49 кг (108 фунтов).
Вскоре после победы Арми финский режиссёр Вейкко Итконен снял фильм «Самая красивая девушка в мире», в котором Куусела играет саму себя, а Тауно Пало — Джека Коулмана. Сценарий к фильму написал Мика Валтари.
Кроме того, известна посвящённая Куусела песня «Armi», ставшая известной в исполнении финского певца Олави Вирта.

### Дальнейшая жизнь
Вскоре Арми Куусела познакомилась с филиппинским предпринимателем Вирхилио Иларио. 4 мая 1953 года они поженились в Токио, после чего переехали в особняк в окрестностях Манилы. На следующий год супруги вместе сыграли главные роли в филиппинском мюзикле «Сейчас и навсегда», в котором Арми спела, в частности, песню Майка Веларде «Minamahal kita» («Я люблю тебя») на языке тагалог. В том же 1954 году Рейно Хелисмаа перевёл эту песню на финский язык, и на финском её исполнила Тамара Храмова.
В семье родилось пятеро детей. В 1975 году Иларио скончался от сердечного приступа.
В 1978 году Куусела вышла замуж за американского дипломата Альберта Уильямса. Поначалу они жили в Барселоне, затем в Измире (Турция), и, наконец, в Сан-Диего (Калифорния).
На данный момент Куусела в последний раз посетил свой родной муниципалитет Мухос 23 августа 2014 года. В его окружение входили муж Альберт Уильямс, сыновья Юсси и Микко и их жены, дочери Ева и Анна-Лиза и их дети, а также сестра Маария Раутио. Хозяином визита был Юкка Сювявирта, в то время мэр Мухоса.

## Видео
- Фрагмент фильма «Самая красивая девушка в мире» (1953) I
- Фрагмент фильма «Самая красивая девушка в мире» (1953) II
- Арми Куусела в старой финской рекламе шоколадных конфет (1952)